# Emmanouil Bakopoulos
Emmanouil Bakopoulos (n. 3 octombrie 1942, Salonic, Grecia – d. 23 septembrie 2017) a fost un om politic grec, membru al Parlamentului European în perioada 1999-2004 din partea Greciei. 